# Vườn trái cây Cái Mơn

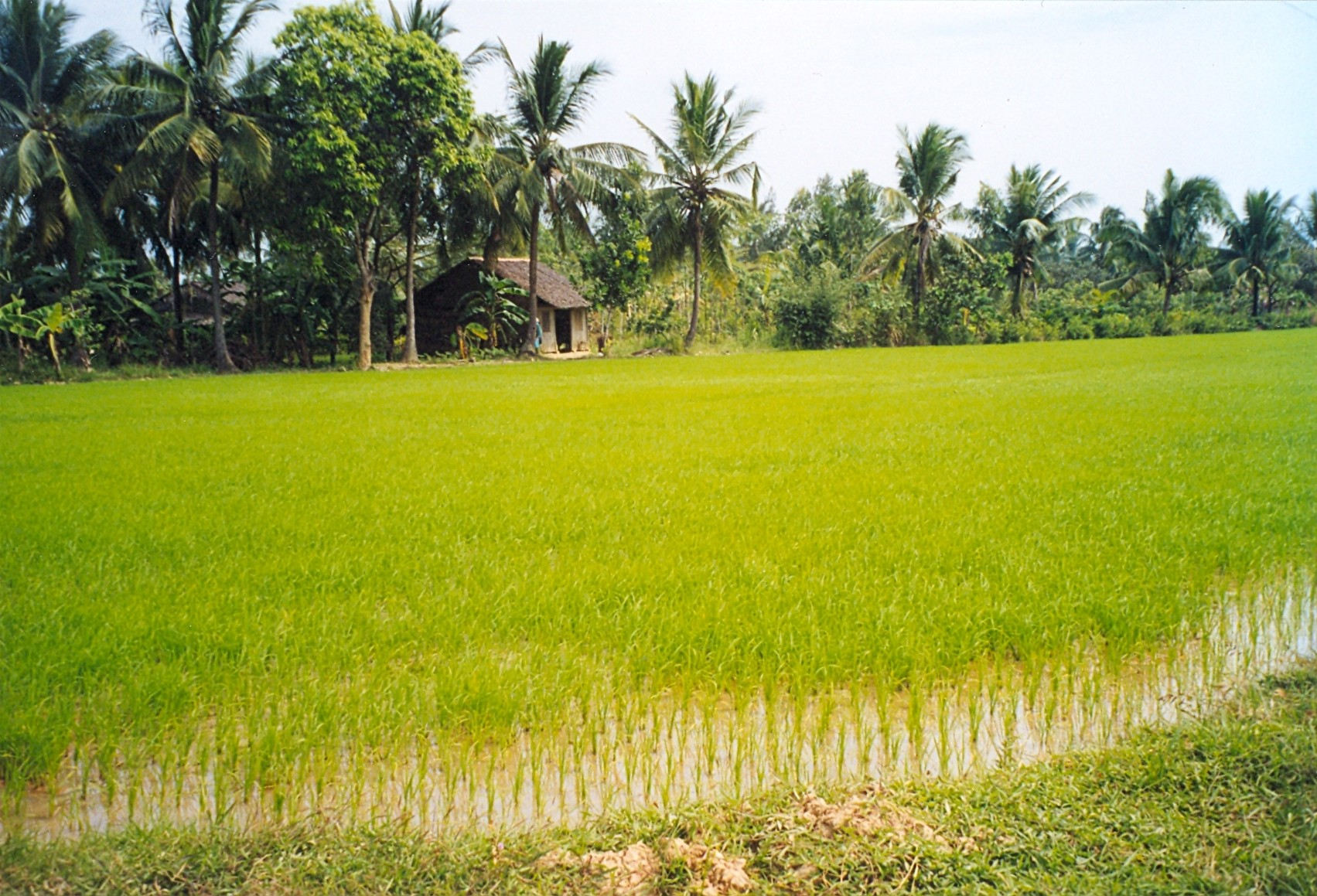
Cái Mơn

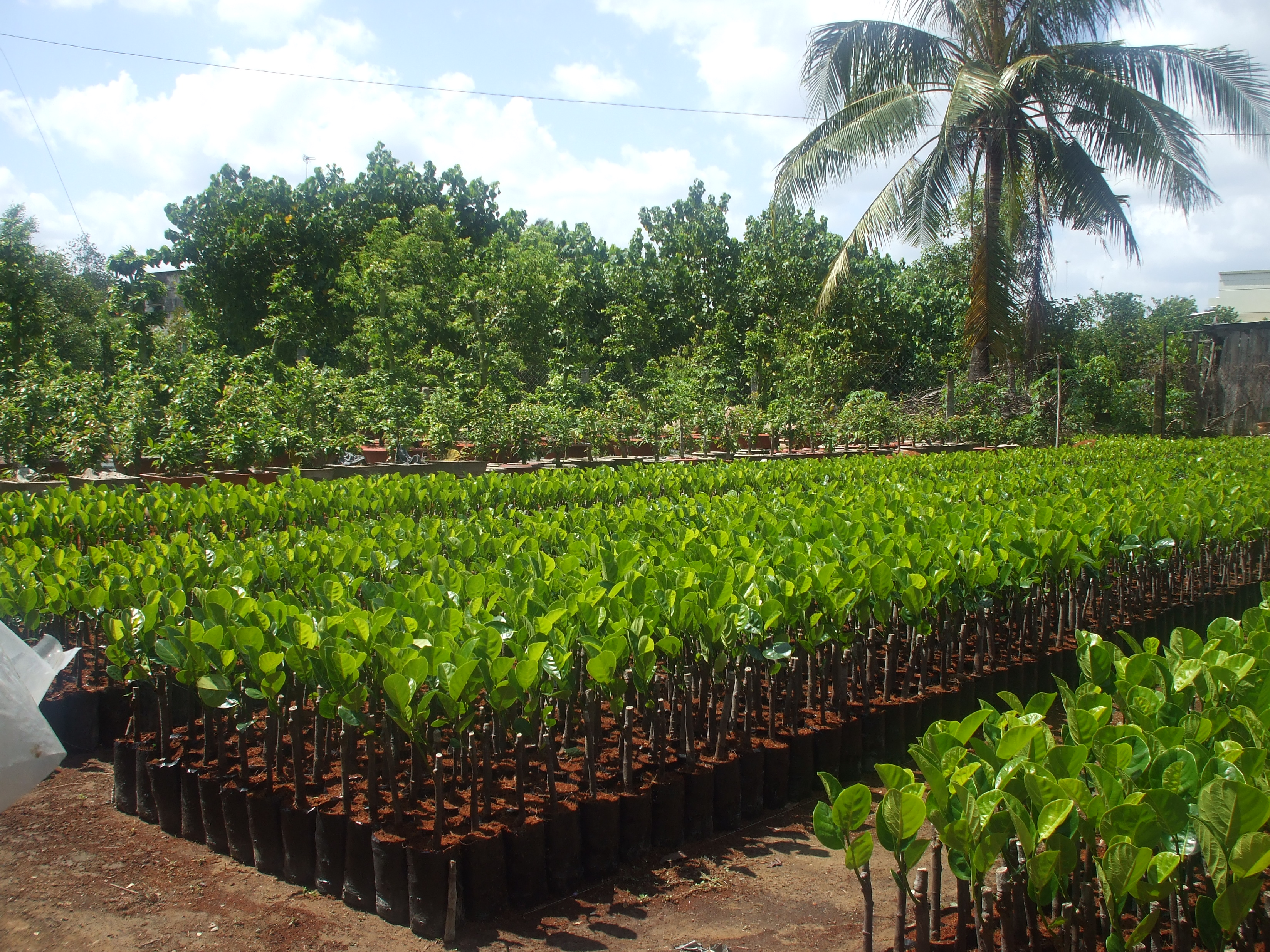
Một vườn ươm cây giống ở Cái Mơn

Vườn trái cây Cái Mơn thuộc xã Vĩnh Thành, huyện Chợ Lách, tỉnh Bến Tre là vựa cây trái lớn nhất nhì miền Nam Việt Nam, được Sách Kỷ lục Việt Nam công nhận là nơi sản xuất giống cây ăn trái lớn nhất cả nước. Đây là một làng quê thuần chất Nam Bộ với những con đường nhỏ hẹp bao phủ bởi rặng cây xanh nặng trĩu quả ngọt.
Đến vườn cây ăn trái Cái Mơn mùa nào cũng có các loại trái cây để ăn. Làng nghề Cái Mơn hàng năm còn cung ứng cho thị trường nhiều triệu cây giống các loại như sầu riêng, măng cụt, xoài cát, nhãn tiêu, bòn bon và các loại cây có múi.
Cái Mơn cũng là nơi có nhiều nghệ nhân, nhân giống chiết cành tạo nên các loại cây cảnh và hình bó nai, hình con hươu, nai, rồng, phượng... rất đẹp mắt. Sản phẩm được bán nhiều ở Thủ Đức, Biên Hòa,... và xuất sang các nước trong khu vực Đông Nam Á.